# Halterofilia en los Juegos Olímpicos de Londres 2012 – Menos de 94 kg masculino
El evento de menos de 94 kg masculino de halterofilia en los Juegos Olímpicos de Londres 2012 tuvo lugar el 4 de agosto en el Centro de Exposiciones ExCeL.

## Horario
Todos los horarios están en Tiempo Británico (UTC+1)
| Fecha               | Tiempo | Ronda   |
| ------------------- | ------ | ------- |
| 4 de agosto de 2012 | 10:00  | Grupo B |
| 4 de agosto de 2012 | 19:00  | Grupo A |

## Resultados
| Rank              | Atleta                     | Grupo | Peso corporal | Arrebato (kg) | Arrebato (kg) | Arrebato (kg) | Arrebato (kg) | Tirón (kg) | Tirón (kg) | Tirón (kg) | Tirón (kg) | Total |
| Rank              | Atleta                     | Grupo | Peso corporal | 1             | 2             | 3             | Resultado     | 1          | 2          | 3          | Resultado  | Total |
| ----------------- | -------------------------- | ----- | ------------- | ------------- | ------------- | ------------- | ------------- | ---------- | ---------- | ---------- | ---------- | ----- |
| Medalla de oro    | Ilya Ilin (KAZ)            | A     | 93.52         | 177           | 182           | 185           | 185           | 224        | 228        | 233        | 233        | 418   |
| Medalla de plata  | Aleksandr Ivanov (RUS)     | A     | 93.30         | 180           | 185           | 185           | 185           | 215        | 224        | 229        | 224        | 409   |
| Medalla de bronce | Anatolie Cîrîcu (MDA)      | A     | 93.29         | 178           | 181           | 181           | 181           | 220        | 226        | 228        | 226        | 407   |
| 4                 | Andrey Demanov (RUS)       | A     | 93.85         | 175           | 180           | 182           | 182           | 215        | 225        | 225        | 225        | 407   |
| 5                 | Saeid Mohammadpour (IRI)   | A     | 94.00         | 177           | 180           | 183           | 183           | 219        | 224        | 226        | 219        | 402   |
| 6                 | Intiqam Zairov (AZE)       | A     | 93.17         | 175           | 175           | 182           | 182           | 215        | 223        | 225        | 215        | 397   |
| 7                 | Almas Uteshov (KAZ)        | A     | 93.15         | 167           | 173           | 175           | 175           | 213        | 220        | 225        | 220        | 395   |
| 8                 | Kim Min-Jae (KOR)          | A     | 93.68         | 178           | 182           | 185           | 185           | 210        | 220        | 221        | 210        | 395   |
| 9                 | Tomasz Zieliński (POL)     | B     | 93.61         | 167           | 172           | 175           | 175           | 208        | 210        | 215        | 210        | 385   |
| 10                | Aliaksandr Makaranka (BLR) | B     | 93.65         | 165           | 170           | 175           | 175           | 200        | 205        | 209        | 209        | 384   |
| 11                | Norayr Vardanyan (ARM)     | A     | 93.83         | 170           | 175           | 175           | 170           | 210        | 216        | 216        | 210        | 380   |
| 12                | Kostyantyn Piliyev (UKR)   | B     | 93.59         | 160           | 166           | 166           | 166           | 200        | 206        | 206        | 206        | 372   |
| 13                | David Kavelasvili (GRE)    | B     | 93.21         | 165           | 170           | 173           | 170           | 200        | 205        | 205        | 200        | 370   |
| 14                | Endri Karina (ALB)         | B     | 93.90         | 155           | 155           | 161           | 155           | 185        | 190        | 195        | 195        | 350   |
| 15                | Abbas Al-Qaisoum (KSA)     | B     | 93.06         | 140           | 150           | 155           | 155           | 171        | 180        | 185        | 180        | 335   |
| 16                | Peter Kirkbride (GBR)      | B     | 93.37         | 138           | 142           | 142           | 138           | 180        | 185        | 190        | 190        | 328   |
| 17                | David Katoatau (KIR)       | B     | 93.32         | 135           | 140           | 140           | 140           | 185        | 190        | 190        | 185        | 325   |
| 18                | Cristopher Pavón (HON)     | B     | 93.20         | 130           | 135           | 140           | 140           | 170        | 177        | 180        | 180        | 320   |
| 19                | Miika Antti-Roiko (FIN)    | B     | 93.63         | 140           | 140           | 140           | 140           | 180        | 180        | 185        | 180        | 320   |
| 20                | Jean Greeff (RSA)          | B     | 93.32         | 130           | 137           | 141           | 137           | 170        | 175        | 176        | 176        | 317   |
| —                 | Arsen Kasabijew (POL)      | A     | 93.56         | 170           | 174           | 174           | 170           | —          | —          | —          | —          | —     |

## Nuevos récords
| Tirón | 228 kg | Ilya Ilin (KAZ) | RO |
| Total | 413 kg | Ilya Ilin (KAZ) | RM |
| Tirón | 233 kg | Ilya Ilin (KAZ) | RM |
| Total | 418 kg | Ilya Ilin (KAZ) | RM |